# Union Station (San Diego)

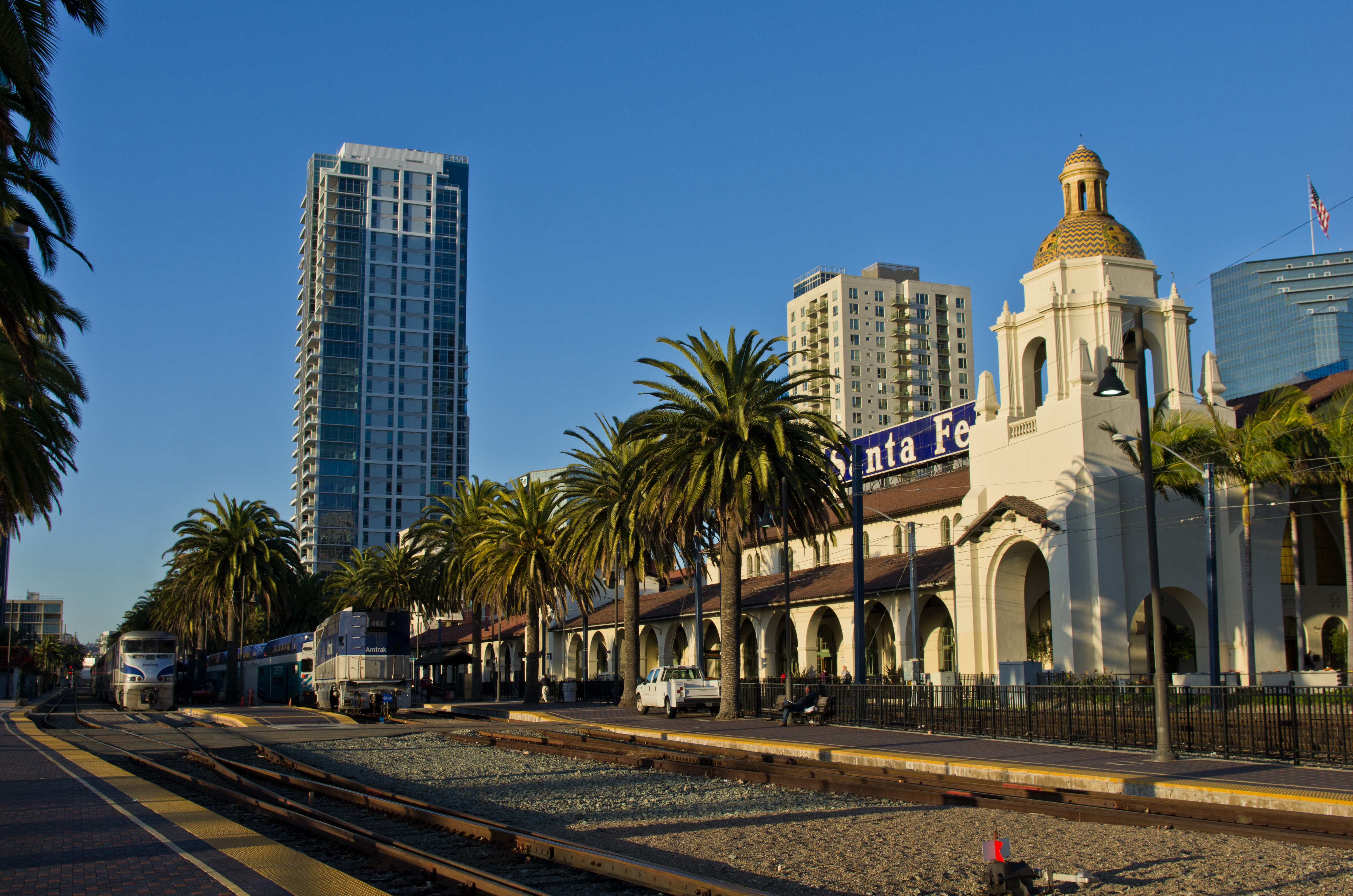
Het Santa Fe Depot in San Diego.

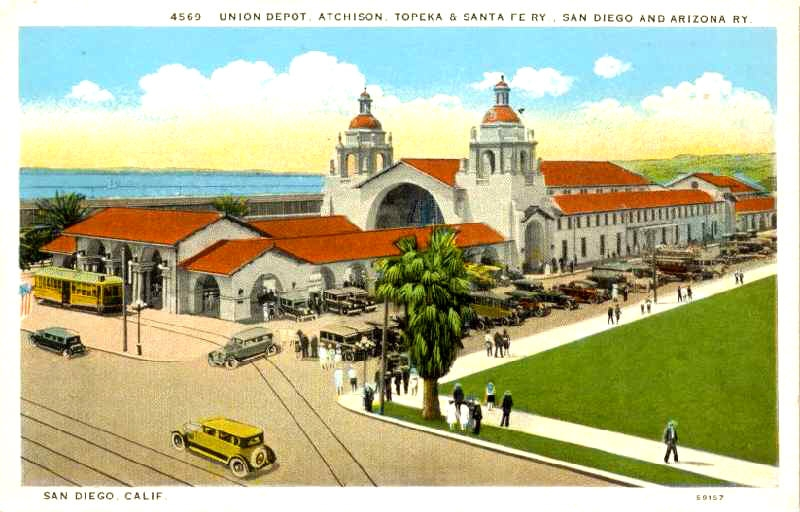
Het station op een ansichtkaart (circa 1920).

Union Station, beter bekend als het Santa Fe Depot, is het centraal station van de Amerikaanse stad San Diego in Californië. Het wordt bediend door Amtrak, NCTD Coaster, San Diego Trolley en MTS.

## Geschiedenis
Het Santa Fe Depot werd door de Atchison, Topeka and Santa Fe Railway (AT&SF) gebouwd ter vervanging van een ouder stationnetje van de California Southern Railroad Company uit 1887. De stijl is Spanish Colonial Revival, net zoals de meeste bouwwerken die naar aanleiding van de Panama-California Exposition van 1915 opgericht werden. Het stationsgebouw opende op 8 maart 1915, op een moment dat men zeer optimistisch was over de toekomst van San Diego. De hoop was dat San Diego de westelijke terminus van de transcontinentale spoorweg van de AT&SF zou worden; uiteindelijk ging die eer naar Los Angeles. 
Op zijn hoogtepunt ontving het station niet enkel treinen van de Santa Fe Railway, maar ook van de San Diego and Arizona Railway en de San Diego Electric Railway. In 1919 werd de naam officieel gewijzigd in San Diego Union Station. In 1951 werd de Santa Fe Railway opnieuw de enige gebruiker.
Het Santa Fe Depot, zoals het in de volksmond wordt genoemd, is een voornaam vervoerscentrum in San Diego. Het station wordt bediend door Amtrak (de intercity Pacific Surfliner), NCTD Coaster (forensentreinen), de San Diego Trolley (lightrail) en het San Diego Metropolitan Transit System (bussen). In het boekjaar 2013 was het Santa Fe Depot het op twee na drukste Amtrak-station in Californië en het 13e van het hele land. Dagelijks stappen er zo'n 1880 passagiers op en af.
Het gebouw is erkend als San Diego Historic Landmarks en staat sinds 1972 op het National Register of Historic Places.